# Simpang Tiga (Kaur Utara)
Simpang Tiga is een bestuurslaag in het regentschap Kaur van de provincie Bengkulu, Indonesië. Simpang Tiga telt 1961 inwoners (volkstelling 2010).